# Саккони, Карло
Карло Саккони (итал. Carlo Sacconi; 9 мая 1808, Монтальто-делле-Марке, Папская область — 25 февраля 1889, Рим, королевство Италия) — итальянский куриальный кардинал. Временный поверенный в делах в Сардинском королевстве с января 1844 по 1845. Поверенный в делах в Тоскане с 1845 по 1847. Апостольский интернунций в Баварии с 13 ноября 1847 по 6 июня 1851. Титулярный архиепископ Ничеи с 27 мая 1851 по 27 сентября 1861. Апостольский нунций в Баварии с 6 июня 1851 по 28 сентября 1853. Апостольский нунций во Франции с 28 сентября 1853 по 27 сентября 1861. Префект экономии Священной Конгрегации Пропаганды Веры с 29 августа 1863 по 20 декабря 1867. Префект Верховного Трибунала Апостольской Сигнатуры с 20 декабря 1867 по 2 июня 1877. Апостольский продатарий с 2 июня 1877 по 25 февраля 1889. Декан Священной коллегии кардиналов с 24 марта 1884 по 25 февраля 1889. Префект Священной Конгрегации Церемониала с 28 марта 1884 по 25 февраля 1889. Кардинал-священник с 27 сентября 1861, с титулом церкви Санта-Мария-дель-Пополо  с 30 сентября 1861 по 8 октября 1870. Кардинал-епископ Палестрины с 8 октября 1870 по 15 июля 1878. Кардинал-епископ Порто и Санта-Руфины с 15 июля 1878 по 24 марта 1884. Кардинал-епископ Остии с 24 марта 1884.